# Okružní stezka kolem Gliwic
Okružní stezka kolem Gliwic (číslo 243) je žlutě značená turistická trasa v Polsku ve Slezském vojvodství.

## Základní informace
Trasa vede převážně městem Gliwice a obcemi, které jsou na území gliwického okresu nebo s ním sousedí. Trasa měří kolem 137 km. Na trase se nacházejí industriální památky, dřevěné sakrální stavby, zámky, prochází rozsáhlými lesy, malebnou krajinou. Do vzdálenosti 500 m od stezky je možné navštívit na 248 objektů. Trasu je možné projet na kole.

## Průběh trasy
- Rudy
- Park Krajobrazowy Cysterskie Kompozycje Krajobrazowe Rud Wielkich
- Sierakowice
- Łącza
- Rudno
- Taciszów
- Bycina
- Ciochowice
- Toszek
- Wilkowiczki
- Zacharzowice
- Pniów
- Paczynka
- Pyskowice
- Gliwice
- Zabrze
- Paniówki
- Mikołów
- Chudów
- Ornontowice
- Knurów
- Wilcza
- Ochojec
- Stodoły
- Rudy